# Jönköpingskravallerna 1948
Jönköpingskravallerna 1948 (i samtida press kallade "tattarkravallerna") betecknar en serie händelser som ägde rum runt midsommaren 1948 i Jönköping.

## Bakgrund
Jönköping hade under 1940-talet en ökning av resande bosatta på Öster (främst kring Östra torget). Öster var vid denna tid stadens slum, speciellt Kålgårdsområdet. Det hade länge funnits stora motsättningar mellan resande och svenskar, och i Jönköping med sin stora resandekoloni var dessa extra starka. Det gick rykten om att resande överföll människor ur den övriga befolkningen och att de fick ekonomiskt stöd från Jönköpings stad. Av stadsdelen Östers 53 hushåll med "tattare" , enligt 1943/44 års inventering, var 47 hushåll bestående av resande.
År 1924 tillsatte stadsfullmäktige en kommitté vars uppdrag var att utreda det som fattigvårdsstyrelsen definierade som ”tattarplågan”. Utredningen kom aldrig igång men uppdraget återkom i den stora så kallade ”Tattarutredningen” 1934–1944. En grundtanke i utredningen, vars grund var rasbiologisk. Ett talande uttryck för fattigvårdens syn på dem är det uttalande dess ordförande gjorde så sent som 1948:
| ” | De rasrena tattarna i allmänhet är arbetsovilliga och vill helst försörja sig på köpenskap o.d, till exempel hästaffärer och gårdfarihandel. (...) De sakna en ärlig vilja till ordnat arbete (...) Vad korsningsprodukterna beträffar (är de) i allmänhet arbetsvilliga och oftast hyggliga och skötsamma. | „ |

Åren före 1948 hade präglats av stora spänningar i staden. De resande ansågs anfalla vita kvinnor, vara skojare som lurades i affärer, suga ut stadens kassa genom att leva på fattigvården, vara ett parasiterande skikt som borde rensas ut ur samhället så fort som möjligt, med flera liknande påståenden. Till slut genomförde Jönköpings fattigvård (den dåvarande socialförvaltningen) runt år 1945 en utredning. Resultatet visade att av de 450 invånare som fanns registrerade som "tattare" fick endast tre stöd från fattigvården. Detta var klart under genomsnittet för staden om man delade upp invånarna i resande och övriga svenskar. Ryktena om att de resande levde på fattigvårdsbidrag från staden avklingade dock inte i folks medvetande. Smålands Allehanda hade redan ett par år tidigare krävt att hela Sveriges resandebefolkning skulle steriliseras.
Denna stämning var inte enbart koncentrerad till Jönköping vid denna tid. I hela Sverige skedde olika sorters "upprensningsprojekt" bland sådana som ansågs utgöra det "sociala bottenskrapet" (se antisocialitet). Tvångssterilisering, bortadopterande av barn till resande och andra som ansågs vara störda eller socialt missanpassade kan ses som uttryck av den då rådande tidsandan och dess preventiva åtgärder. Under mellankrigstiden hade det förekommit rubriker som "Tattarplågan kostar 10 miljoner om året" (signaturen Cervus, Dagens Nyheter 8 dec 1935). År 1942 publicerade Göteborgs-Posten en artikel där en åtalad resande beskrivs med följande ord: ”Framför skranket stod den ynkligaste figur man skådat på länge: En typisk tattare, snedvriden till kropp och själ, oförskämd, krypande och fräck på samma gång.”

## Kravallernas händelseförlopp
Kring midsommar 1948 var det en laddad stämning i Jönköping. Under våren och försommaren har flera gatuslagsmål ägt rum mellan resande och icke-resande. Två chaufförer som under midsommarhelgen (fredagen den 25–lördagen den 26 juni) vittnat om ett slagsmål mellan en resande och en icke-resande hade kort därefter blivit illa misshandlade av sju andra resande. På söndagskvällen förklarade de att de tänkte "ta revanschen i egna händer". Torsdagskvällen den 1 juli promenerade en 60-årig resande av släkten Lindgren, som inrest från Västerås, tillsammans med sin 13-årige son i godan ro längs Västra Holmgatan när en bil med 5–6 passagerare stannade och en man hoppade ut och slog Lindgren i huvudet så att han föll i gatan med krossår i huvudet. Påståendet att Lindgren skulle kommit till Jönköping för att delta i den lokala konflikten förnekades av honom själv, medan "chauffören" som misshandlade Lindgren förnekade att han använt en blydagg i överfallet. Under kvällen stod Lindgren, som var en av de tre som skadats så allvarligt att han behövde uppsöka sjukhus, under polisbeskydd.
Vid niotiden samma kväll uppstod nya konfrontationer på Västra Holmgatan, där bl.a. en kastad kniv träffade handen på en man i sällskap med de anstiftande chaufförerna, och polisen omhändertog två personer. Tillsammans med en skrothandlare och hans gäng, "De vita", samt flera hundra nyfikna åskådare, attackerades Kålgårdsområdet på Öster i staden där de flesta resande bodde. Folkmassan gick i stort sett till attack mot alla som tillhörde resandefolket. De resande barrikaderade sig i sina lägenheter. Folkhopen trängde sig även vid vissa tillfällen in i bostäderna, som vandaliserades. Det finns uppgifter om resande som fick kasta sig ut ur fönster för att komma undan att bli skadade. Ögonvittnen beskrev det som att folket "väntade på en boxningsmatch" vid tillfället. Många småpojkar utnyttjade tillfället och skrek åt folkmassan att det var slagsmål mot de resande, varefter folk rörde sig dit för att sedan när det inte blev slagsmål troppa av en efter en.
Pressen tog i stort sett folkhopens sida i kravallerna. Kravallernas ledare, vilka ansågs vara två lastbilschaufförer, intervjuades i lokalpressen och kallades "de vitas ledare" där de lovade att fortsätta tills de resande var utkörda ur staden. I omkring fem dagar höll jakten på "tattare" igång. Män körde omkring i bilar beväpnade med blydaggar och påkar på jakt efter resande att misshandla, medan andra gick omkring beväpnade på gatorna. Till slut stävjade polisen de värsta våldsamheterna och de ebbade så småningom ut. Många personer ur resandefolket misshandlades men ingen dog. De resande flydde staden under och efter kravallerna för att slippa repressalier.

## Efter kravallerna
Polisens reaktion kom sent och först på hösten fick kravallerna sitt rättsliga efterspel i Jönköpings rådhusrätt. De två chaufförer som trädde fram som ledare för oroligheterna dömdes till fängelsestraff, och deras närmaste anhängare dömdes till dagsböter. Tolv resande, samtliga tidigare kända av polisen varav hälften under villkorlig dom, åtalades för förargelseväckande beteende, missfirmelse mot polisen, misshandel, resande av livsfarligt vapen och hemfridsbrott.
Stadens tre tidningar antingen teg eller stödde gärningsmännen. Under upploppen skrev Smålands Folkblad i en ledare: ”Hur man ska komma till rätta med dessa ofta asociala människor är inte lätt att säga. Deras ingrodda avsky för ordnat arbete tycks vara oövervinnerligt. Man kan således säga att de har sig själva att skylla ...”. Den genomgående uppfattningen var att de resande hade "sig själva att skylla" på grund av att de hade provocerat "hederlig svensk" lokalbefolkning så mycket och nu borde de lugna ner sig för sitt eget bästa.
Konsekvenserna av kravallerna blev långtgående. Många resande lämnade staden och av dem som blev kvar försökte många dölja sitt ursprung.

### I samtida dagstidningar

#### 1948
Enligt TT-notis publicerad i Dagens nyheter (sidan 13) lördagen den 14 augusti 1948 dömdes totalt nio personer: Två stycken till tre månaders fängelse, två stycken till två månaders fängelse samt dagsböter för fem stycken. Under rättegången hade den mycket allvarliga påverkan av det allmänna säkerhetsläget framhållits av åklagaren, likaså att polisutredningen visat att folkskockarna som följt bataljerna orsakat farliga kravallhot.
Samma dag skriver Expressen i en TT-notis att nio personer under gårdagen (fredagen den 13 augusti) dömts för deltagande i "de så kallade tattarkravallerna" av Jönköpings Rådhusrätt, och att handläggningen tagit flera timmar i anspråk.
Aftonbladet är något utförligare söndagen den 15 augusti. Rådhusrätten konstaterade att det inte ålåg chaufförerna Bengtsson och Malmberg att uppfostra vare sig tattare eller andra och dömde dem bägge till tre månaders fängelse, två andra ej namngivna till två månaders fängelse, samt fem deltagare i slagsmålen på Östra torget till dagsböter. Totalt hade tolv personer varit instämda för att ha tagit aktiv del. Under rättegången hade blydaggar, fotskrapa och en stor sten förevisats såsom vapen brukade i fejderna.
I Aftonbladet tisdagen den 21 december 1948 hävdar Torsten Bengtsson (vars fängelsestraff à tre månader fastställts av hovrätten, där åklagaren yrkat på strängare straff och Bengtsson på nedsättning) att han utsatts för sabotage i form av omkopplade kablar och spikbrädor under hjulen på sin bil, samt mottagit hotelser om att bli "märkt" vid "lämpligt tillfälle", men att "misstankarna [inte varit] så precisa att polisanmälan kan företas".
Samma tidning rapporterar torsdagen den 18 november att "skrothandlare Bengtsson" dömts till 50 dagsböter för att ha hotat en tjänstgörande överkonstapel som ingripit mot en kamrat. Kamraten hade enligt polisen varit oregerlig, och det lättast sättet att få bukt med honom var att släpa honom över golvet med ett grepp i håret.

#### 1951
Aftonbladet gjorde 1951 en intervju med Lennart Eliasson, som angav "Tattarkravallerna i 'Sveriges Jerusalem'" som den ena av de två händelser han mindes bäst. Vid tillfället var han tillförordnad stadsfiskal i Jönköping.